# Rupara

Wahlkreiskarte von Musese

Rupara, auch Lupala, ist eine Ansiedlung und Verwaltungssitz des Wahlkreises Musese in der Region Kavango-West im Norden Namibias. Sie liegt knapp 58 Kilometer südöstlich der Regionalhauptstadt Nkurenkuru und 76 Kilometer westlich von Rundu am Okavango. Rupara ist durch die Nationalstraße B10 erschlossen.
Die Ansiedlung soll, so sieht es der Regionalrat im Jahr 2022 vor, bis 2024[veraltet] den Status eines Dorfes erhalten.

## Evangelische Mission
Rupara wurde ursprünglich, wie auch unter anderem Olukonda, als finnische Missionsstation gegründet, aus denen später die Evangelisch-Lutherische Kirche in Namibia (ECLIN) entstand. 1931 gründete der Missionar Aatu Järvinen die Mission als Ableger der zwei Jahre zuvor gegründeten in Nkurenkuru. Er errichtete das Missionsgebäude, eine Klinik und vier Rundhütten. Erster Missionar war Anna Rautaheimo, die als Krankenschwester tätig war. Die Klinik hatte um 1935 bereits 100 Patienten betreut. Die Lehrerin Maija Länsiö kümmerte sich um die Entwicklung eines Bildungssystems für die Uukwangali.

## Söhne und Töchter der Ansiedlung
- Emma Kantema (* 1978), Politikerin